# 小行星5975
小行星5975（英語：5975 Otakemayumi）是一颗围绕太陽公转的小行星。1992年9月21日，圓舘金、渡邊和郎在北见发现了此天体。
这颗小行星的绝对星等为86.20473等。